# Carmen Mondragón

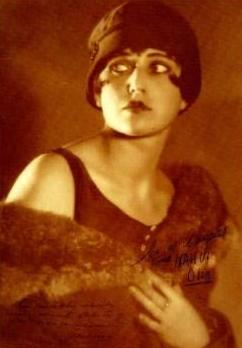
Carmen Mondragón

María del Carmen Mondragón Valseca (* 8. Juli 1893 in Tacubaya, heute Stadtteil von Mexiko-Stadt; † 23. Januar 1978 in Mexiko-Stadt) war ein mexikanisches Modell, Muse, Malerin und Dichterin. Sie war insbesondere unter dem Namen „Nahui Olín“ bekannt.

## Leben
Carmen Mondragón war das fünfte von acht Kindern des Generals und Politikers Manuel Mondragón und genoss eine privilegierte Ausbildung in Mexiko und von 1897 bis 1905 in Frankreich. Ihre Mutter war Mercedes Valseca. Nach 1905 ging die Familie mit dem Vater aus dienstlichen Gründen nach Spanien. Dort lernte sie den Kadetten Manuel Rodríguez Lozano kennen, den sie am 6. August 1913 heiratete. Obwohl ihr Vater nach den Ereignissen der Decena Trágica im Heimatland, der blutigsten Kampfhandlungen der mexikanischen Revolution, ab 1913 mit Familie im belgischen Exil lebte, ging Carmen Mondragón mit ihrem Mann nach Paris. In Paris lernten die beiden auch Pablo Picasso, Henri Matisse und Jean Cassou kennen. Später ließ sich das junge Paar in San Sebastián nieder, wo Carmens Bruder Manuel ein eigenes Fotostudio hatte. Hier begannen Carmen Mondragón und ihr Mann zu malen. Für das Ende der Beziehung im Jahr 1920 werden verschiedene Gründe vermutet, darunter die bisexuelle Veranlagung des Malers, der auch ein Verhältnis mit Antonieta Rivas Mercado hatte, sowie die nymphomanische Neigung Mondragóns oder die Tatsache, dass Mondragón das gemeinsame Kind getötet hatte.
Nach Mondragóns Rückkehr 1921 wandte diese sich der künstlerischen Szene Mexikos zu. Manuel Rodríguez Lozano kehrte ebenfalls nach Chapultepec zurück, die beiden gingen aber getrennte Wege. Ob sich die beiden jemals scheiden lassen haben, ist nicht bekannt. Mondragón pflegte Kontakte mit José Vasconcelos und Xavier Villaurrutia, interessierte sich für das von Antonio Rivas Mercado, Salvador Novo und Villaurrutia gegründete „Ulises“-Theater. Mondragón hatte multiple sexuelle Beziehungen mit Männern. Ihre Schönheit wurde von Zeitgenossen als hypnotisierend und erotisch beschrieben. Sie trug als erste Frau im katholisch geprägten Mexiko einen Minirock und stand für namhafte Maler und Fotografen Modell, so zum Beispiel für mehrere Murales Diego Riveras, für Tina Modotti, Antonio Garduño, Roberto Montenegro, Matías Santoyo, Edward Weston und um 1928 an der Escuela Nacional de Bellas Artes für Ignácio Rosas. Besonders bekannt wurden ihre Akte. Einer ihrer früheren französischen Lehrer erkannte sie wieder und veröffentlichte 1924 das Buch A dix ans sur mon pupitre, in dem er die zehnjährige Schülerin Mondragón aus seiner Sicht darstellt.
Eine längere und sehr intensive Beziehung hatte sie mit Gerald Murillo alias Dr. Atl, der ihr den Namen Nahui Olín gab. „Nahui-Olín“ bedeutet sinngemäß „Vier-Erdbeben“ und ist der Name der fünften und gegenwärtigen Sonne in der aztekischen Mythologie. Mit Murillo lebte sie zusammen im ehemaligen De la Merced-Kloster. In dieser Zeit entstanden ihre Gedichte „Óptica cerebral, poemas dinámicos“ (1922) und „Calinement je suis dedans“ (1923) sowie mehrere naive wirkende Gemälde. Zudem komponierte sie auch. Die Beziehung mit Murillo endete Mitte der 1920er-Jahre genauso intensiv, wie sie begann. Später verleugnete sie die Beziehung. Nach zahlreichen weiteren Liebschaften zog sich „Nahui Olín“ in den 1940er-Jahren aus dem öffentlichen Leben zurück. Wie auch bei Frida Kahlo wuchs erst später das öffentliche Interesse an ihr und ihrem Leben.
Zusammen mit Guadalupe Marín, Antonieta Rivas Mercado, Frida Kahlo, Tina Modotti, Lupe Vélez und María Izquierdo zählte Mondragón zur Gruppe der talentierten Frauen der revolutionären, durch Aktivismus und Kreativität geprägten 1920er- und 1930er-Jahre Mexikos. Carmen Mondragón erlangte insbesondere durch ihre Schönheit als Model namhafter Künstler und ihre Biografie Bekanntheit, weniger wegen ihrer malerischen Werke oder auf Grund ihrer Gedichte. Sie selbst bezeichnete ihre Kunst als intuitiv. In ihren Selbstporträts stellte sie ihre grünen Augen überdimensional groß dar, aber auch in vielen Gemälden anderer Künstler wirken diese hervorgehoben. Viele ihrer eigenen Gemälde sind undatiert.
Vom 22. Juni bis zum 2. September 2007 stellte das National Museum of Mexican Art in Chicago im Rahmen der Ausstellung A Woman Beyond Time/Nahui Olin: una mujer fuera del tiempo ihre Werke aus.